# Антимон
Антимон (Sb, лат. stibium, вероватно из арап. إثمد - исмид) елемент је из групе металоида са атомским бројем 51. Руде антимона су: антимонит и улманит (NiSbS). То је сјајни, сиви металоид, који се у природи већином налази као сулфидни минерал стибнит Sb
2S
3. Једињења антимона била су позната још у античка времена и била су коришћена за козметику. И метални антимон је био познат, али је све до свог коначног открића забуном био идентификован као олово. У елементарном стању први га је изоловао и описао Ваночо Бирингучо 1540. године.
Једно време, Кина је била највећи светски произвођач антимона и његових једињења, а већина производње добијала се из рудника Сикуангшан у Хунану. Индустријски методи производње овог елемента су жарење те затим карботермална редукција или директна редукција стибнита са гвожђем.
Најзначајније апликације металног антимона су за легирање оловних и калајних материјала те за оловно-антимонске плоче у оловним акумулаторима. Легирање олова и калаја антимоном побољшава особине тих легура, а оне се користе за израду клизних лежаја, метака и лемова. Једињења антимона су важни адитиви за средства против пожара који у свом саставу имају хлор и бром. Једна од брзорастућих апликација антимона је и микроелектроника.
У Србији 19. века за антимон коришћен је назив расток.

## Историја
Антимон(III) сулфид Sb
2S
3 се у прединастичком Египту користио као козметичко средство за очи (сурма) још од 3100. п. н. е. када је и измишљена древна козметичка палета. Артефакт, за који се мисли да је део вазе, начињен од антимона око 3000. п. н. е. пронађен је у Телоху у древној Халдеји (данас део Ирака), а предмет од бакра обложен антимоном датиран је између 2500. п. н. е. и 2000. п. н. е. пронађен је у Египту. Аустен је о радовима Херберта Гладстона из 1892. коментирао да „ми данас познајемо антимон као веома крхки и кристални метал који би се врло тешко могао користити за израду ваза, утолико овај значајни ’проналазак’ (артефакт) мора представљати изгубљену вештину обликовања и ковања антимона”.
Међутим, Мури није био убеђен да је артефакт заправо ваза, коју је спомињао Селимханов, након анализе предмета из Телоха (објављене 1975), написао је: „покушано је повезивање овог метала са транскавкаским природним антимоном (тј. самородним металом)" и „да су предмети од антимона пореклом из Транскавказије сви мали лични украси”. Овај налаз је ослабио наводне доказе о изгубљеним вештинама обраде и ковања антимона.
Римски научник и писац Плиније Старији описао је неколико начина на које се може добити антимон-сулфид за медицинске сврхе у свом делу Природна историја. Он је такође направио и разлику између „мушких” и „женских” облика антимона. По њему, „мушки” облик је вероватно био сулфид, док се код „женског”, који је био бољи, тежи и мање ломљив, вероватно радило о природном самородном металном антимону. Римски природословац Диоскорид навео је да се антимон-сулфид могао жарити загревањем удувањем ваздуха помоћу ковачког меха. Сматра се да се овим поступком добијао метални антимон.
Први опис процедуре за изоловање елементарног антимона наведен је у књизи De la pirotechnia из 1540. коју је написао Ваночо Бирингучо. Она је била претходница још чувенијој књизи из 1556. Џорџа Агриколе De re metallica. У том контексту Агрикола је често нетачно сматран проналазачем металног антимона. Књига Currus Triumphalis Antimonii (Тријумфална кола антимона) описује прераду металног антимона, а објављена је 1604. у Немачкој. Наводно је ту књигу написао бенедиктански фратар који се потписивао као Басилиус Валентиус у 15. веку. Да је ова књига аутентична, а није, она би била претходница Бирингучовог открића.
Први који је описао чисти антимон из Земљине коре 1783. године био је шведски научник и инжењер у локалном руднику Антон фон Сваб, на основу типског узорка из рудника сребра Сала у рудничком дистрикту Бергслаген у општини Сала, Вестманланд, Шведска.

## Особине
Антимон се налази у групи азота (15. група) и има електронегативност 2,05. Као што би се и очекивало из периодних трендова, више је електронегативан од калаја или бизмута, али и мање електронегативан од телура или арсена. Антимон је стабилан на ваздуху при собној температури, али ако се загреје реагује са кисеоником дајући антимон триоксид, Sb
2O
3.‍:758
Антимон је сребренасти, сјајно-сиви метал, који по Мосовој скали има тврдоћу 3. Стога је чисти антимон исувише мек за производњу чврстих објеката, као што су кованице од антимона које су коване у кинеској провинцији Гуејџоу 1931. године, а због врло брзог пропадања и трошења њихово ковање је обустављено. Антимон је отпоран на многе киселине.
.
Познате су четири алотропске модификације антимона: стабилна метална форма и три метастабилне форме (експлозивна, сива аморфна и жута). Метални антимон је крхак, сребрено-бели сјајни метал. Када се споро хлади, истопљени антимон се кристализује у тригоналне ћелије, изоморфне са сивим алотропом арсена. Ретка експлозивна модификација антимона се може формирати путем електролизе антимон трихлорида. Када се та модификација загребе неким оштрим предметом, дешава се егзотермна реакција, те јавља бели пламен а формира се метални антимон. Када се ова модификација гњечи у авану(тучку), може се десити детонација. Неки аутори сматрају да су само метални и сиви Asантимон прави алотропи, док су експлозивни и жути заправо „загађени” халогеним „нечистоћама” или, у случају жутог, стибином SbH
3.
Црни (сиви) антимон се формира брзим хлађењем пара металног антимона. Он има исту кристалну структуру као и црвени фосфор и црни арсен. Изложен ваздуху оксидира, а може се и спонтано запалити. При температури од 100 ° постепено прелази у стабилну форму. Жути алотроп антимона је најнестабилнији. Он се може добити само оксидацијом стибина (SbH
3) при температури од −90 °. Изнад ове температуре и изложен светлости, ова метастабилна алотропска модификација прелази у стабилнији сиви алотроп.
Метални антимон усваја слојевиту структуру (просторна група  бр. 166) у којој се слојеви састоје из спојених, замршених шесточланих прстенова. Најближи и други најближи суседи сачињавају неправилни октаедарски комплекса, где су три атома у истом двоструком слоју незнатно ближе од три атома у следећем. Ово релативно густо паковање је узрок велике густине од 6,697 g/cm3, али слаба веза између слојева доводи до ниске тврдоће и крхкоће антимона.‍:758

### Изотопи
Антимон има два стабилна изотопа: 121 који у природном антимону има удео од 57,36% и 123Sb sa udelom od 42,64%. Такође постоји и 35 радиоактивних изотопа, од којих најдуже „живи” изотоп 125 са временом полураспада од 2,75 година. Осим њих, познато је и 29 метастабилних стања. Међу нуклеарним изомерима најстабилнији је 120m1 са временом полураспада од 5,76 дана. Изотопи лакши од 123 распадају се β+ распадом (β+), док они тежи се углавном распадају β− распадом, уз неке изузетке.